# Suzaku (satellite)
Pour les articles homonymes, voir Suzaku.
Suzaku ou ASTRO-E2 est un télescope spatial à rayons X développé par l'Agence d'exploration aérospatiale japonaise (JAXA) qui est lancé le 10 juillet 2005 par le lanceur M-V # 6 depuis la base de lancement d'Uchinoura. Un premier lancement effectué par le lanceur M-V # 4 le 10 février 2000 est un échec et une copie du satellite est construite pour remplacer le télescope perdu.

## Caractéristiques techniques
Le satellite emporte cinq télescopes à rayons X mous et un télescope à rayons X durs. L'instrument principal XRS est un spectromètre à haute résolution pour rayonnement X. C'est une réalisation conjointe de la JAXA et de la NASA.
Le détecteur infrarouge est porté à la température de 60 mK. Cette température record pour un satellite en orbite est obtenue grâce à un système de refroidissement à 4 étages comprenant : un refroidisseur Stirling,
un cryostat à néon solide (17 K), un cryostat à hélium liquide superfluide (1,3 K) et un réfrigérateur à désaimantation adiabatique (60 mK). L'élément réfrigérant de ce dernier, un sel paramagnétique de 920 g en sulfate d'ammonium et de fer, devant être recyclé pendant 49 minutes toutes les 38 heures, le temps utile pour les expériences est estimé à 97,9 %, avec une régulation de température au μK près. Une résolution de 7 eV sur les raies d'une source X du fer 55 (5 900 eV) est reportée en vol sur chacun des 32 détecteurs embarqués (microcalorimètres à cible en tellurure de mercure). L'action du rayonnement cosmique explique cette légère dégradation par rapport aux mesures de qualification au sol (résolution de 6 eV).

## Déroulement de la mission
Après son lancement le satellite fonctionne parfaitement durant les deux premières semaines. Durant cette phase de qualification, l'instrument XRS, premier spectromètre X à microcalorimètres (bolomètres) à être placé en orbite, atteint la température de 60 mK. À partir du 29 juillet 2005 des dysfonctionnements dans la chaîne de refroidissement cryogénique du spectromètre à rayons X (XRS - X-Ray Spectrometer) se manifestent. Ils aboutissent le 8 août 2005 à l'évaporation complète de l'hélium liquide utilisé pour refroidir les détecteurs de l'instrument principal XRS, entraînant l'arrêt de celui-ci. Les deux autres instruments, le spectromètre imageur à rayons X (XIS - X-ray Imaging Spectrometer) et le détecteur à rayons X durs (HXD - Hard X-ray Spectrometer), ne sont pas touchés. Il est prévu qu'une nouvelle version du XRS, le spectromètre à rayons X mous (SXS - Soft X-ray Spectrometer), soit installée dans le futur observatoire spatial à rayons X, ASTRO-H, dont le lancement est planifié pour 2016.

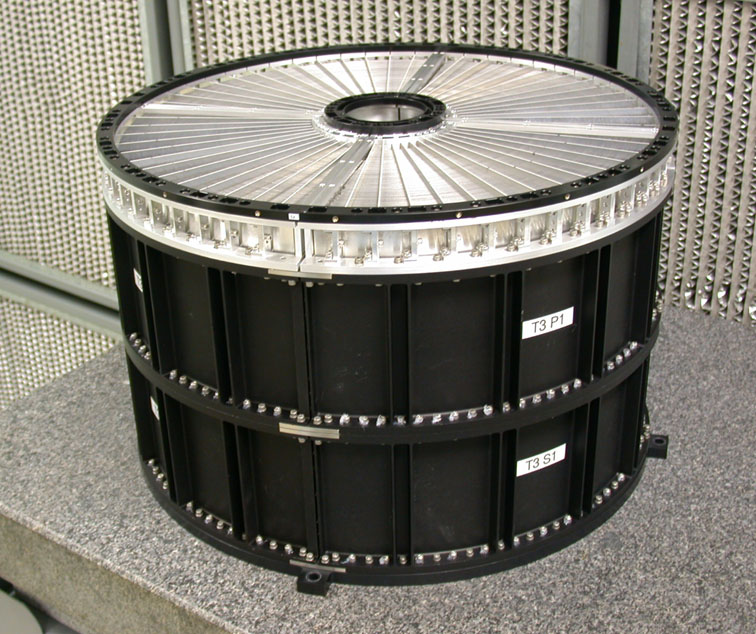
Télescope à rayons X (XRT).
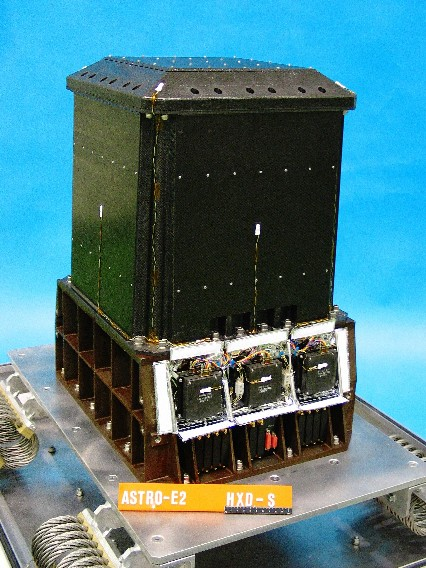
Détecteur de rayons X durs (HXD).
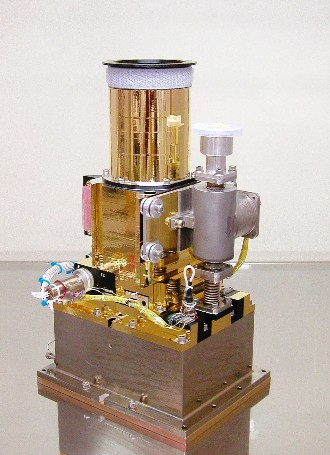
Spectromètre imageur à rayons X (XIS).
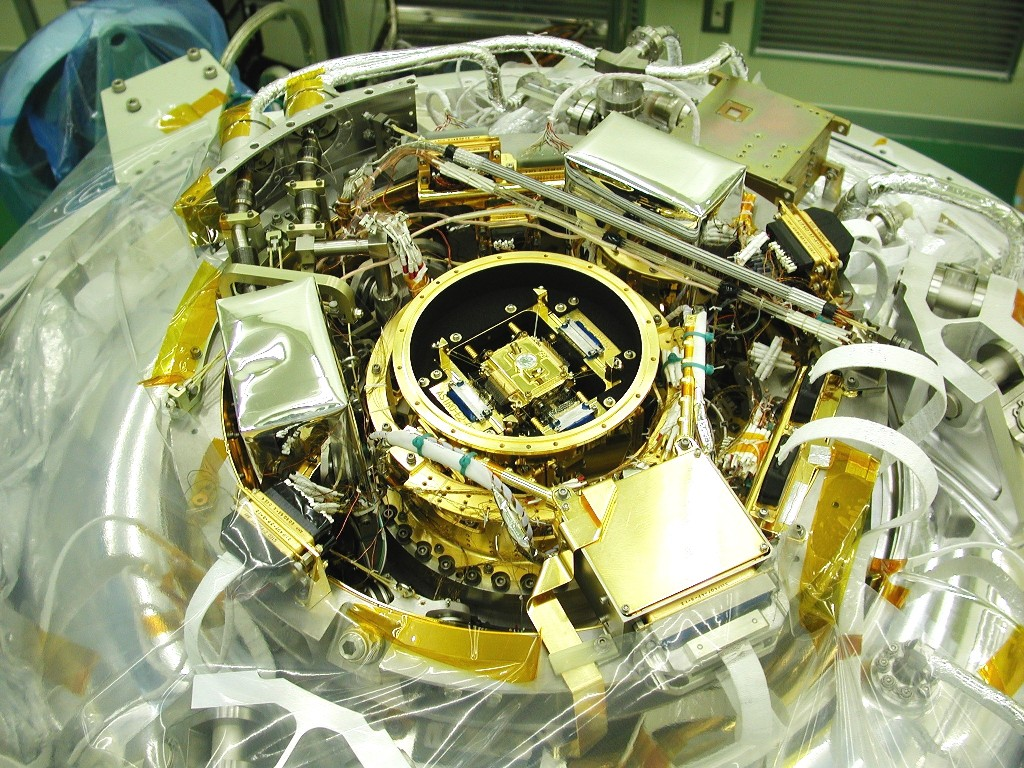
Spectromètre à rayons X (XRS).

### Sources
- (en) Cet article est partiellement ou en totalité issu de l’article de Wikipédia en anglais intitulé « Suzaku (ASTRO-EII) » (voir la liste des auteurs).